# Hörselberg

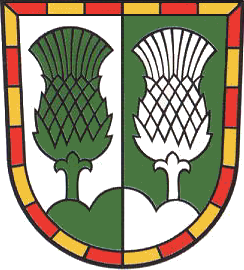
Wapen van Hörselberg.

Hörselberg is een voormalige gemeente in de Duitse deelstaat Thüringen, en maakte deel uit van het district Wartburgkreis.
Per 1 december 2007 is de gemeente samen met de gemeente Behringen opgaan in de nieuwe gemeente Hörselberg-Hainich. De afzonderlijke plaatsen binnen de gemeente zijn hierbij overgegaan naar de nieuwe gemeente. Hörselberg komt als plaats niet meer voor.